# Позбавлення волі
Позбавлення волі — це кримінальне покарання, що являє собою примусову ізоляцію злочинця від суспільства та тримання його в спеціалізованій установі з певним режимом відбування.
На сьогодні позбавлення волі є найпоширенішим видом покарання. Він дозволяє призначати різноманітне покарання для різних злочинців: може варіюватись термін покарання, особливості його відбування, характер виховного впливу на злочинця тощо.
У широкому сенсі під позбавленням волі можуть розумітися всі покарання, пов'язані з ізоляцією: власне позбавлення волі, обмеження волі, каторга, заслання, арешт, довічне позбавлення волі. У ряді країн довічне позбавлення волі та арешт виокремлюються в окремі види покарання, а в деяких — охоплюються поняттям «позбавлення волі».
У різних країнах по-різному організовані режими утримання. Наприклад, в деяких країнах (Албанія, КНР, Польща) лише вказують на наявність декількох режимів. Кримінальні кодекси Казахстана, Македонії, Словенії тощо лише називають їх. А кримінальне законодавство Узбекистана, Таджикистана, Азербайджана, Росії, Білорусі, України конкретно перелічує особливості відбування покарання в різних режимах.